# 表語
表語（英語：predicative）是一個子句中謂語的一部分，通常出現在系詞（be）或连系动词（例如seem、appear）之后，或作为某些动词（例如call、make、name）的第二补语出现。表语最常见的类型是表语形容词（又称谓语性形容词）和表语名词（又称谓语性名词）。所有表语的主要特征是它们用于表达其赋给“主体”的属性，而该主体通常是子句的主語，但有时也可以是子句的賓語。表语和定語之间有明显区别。此外，表语通常不是子句的论元，并且通常也不是子句的修饰语。 因此，表语、论元和修饰语互不相同。 
表语的涵义，以及主语补足语和宾语补足语二者的涵义，在很大程度上是重叠的。

## 例子
注意：以下以英语为例，中文仅作对照，并非举例的一部分。
最广为人知的表语即形容词或名词性成分：
The idea was ridiculous. 这想法很荒唐。–形容词作表语描述主语
He seems nice. 他看起来不错。–形容词作表语描述主语
Bob is a postman. 鲍勃是一名邮递员。–名词短语作表语描述主语
They were all happy campers. 他们都是开心的露营者。–名词短语作表语描述主语
That shrimp dish made him sick. 那碟虾让他生病了。–形容词作表语描述宾语
We painted the door white. 我们把门刷成了白色。–形容词作表语描述宾语
They elected him president. 他们将他选举为主席。–名词作表语描述宾语
They called Jill a thief. 他们称吉尔是一个小偷。–名词短语作表语描述宾语
“描述主语”、“描述宾语”是指表语表达某种赋予主语或宾语的属性。例如，最后一句中的“a thief（一个小偷）”是赋予“Jill（吉尔）”作为“一名小偷”的属性。 
尽管表语最常由形容词或名词性成分充当，但大多数词类都可作表语：
The snake is in the bag. 蛇在袋子里。–介词短语作表语
That is when it happens. 那就是它发生的时候–表语从句
It is soon. 它很快。–副词作表语
不过，一些词类是不能作表语的。例如，以-ly结尾的副词不能作表语：
The event was splendidly. –错误示范，以-ly结尾的副词不能作表语
Our ideas are insightfully. –错误示范，以-ly结尾的副词不能作表语
These examples raise the following fundamental question: What characteristic of words and phrases allows or prohibits them from appearing as predicative expressions? The answer to this question is not apparent.

## 表语和定语
表语不是修饰性成分。对照表语和定语形容词可明显发现其区别：
a. The man is friendly. 这位男人很友善。–表语形容词
b. the friendly man 友善的男人–定语形容词
a. One snake was large. 有一条蛇很大。–表语形容词
b. one large snake 一条大蛇–定语形容词
a. His bag is damp. 他的包是湿的。–表语形容词
b. his damp bag 他的湿了的包–定语形容词